# Antonio Suárez
Antonio Suárez Vásquez (Madrid, 20 mei 1932 - aldaar, 6 januari 1981) was een Spaans wielrenner. De mooiste zege op zijn palmares was de Ronde van Spanje van 1959. Ook werd hij drie maal op rij Spaans kampioen op de weg.

## Belangrijkste overwinningen
1957
- 7e etappe Ruta del Sol
- 16e etappe Ronde van Spanje

1958
- 7e etappe Ruta del Sol

1959
- Spaans kampioen op de weg, Elite
- 5e etappe Ronde van Spanje
- 10e etappe Ronde van Spanje
- Eindklassement Ronde van Spanje
- Bergklassement Ronde van Spanje

1960
- Spaans kampioen op de weg, Elite
- 14e etappe Ronde van Spanje

1961
- Spaans kampioen op de weg, Elite
- 12e etappe Ronde van Spanje
- Puntenklassement Ronde van Spanje
- 7e etappe Ronde van Italië

## Resultaten in voornaamste wedstrijden
| Jaar | Ronde van Italië | Ronde van Frankrijk | Ronde van Spanje |
| ---- | ---------------- | ------------------- | ---------------- |
| 1956 |                  |                     | opgave           |
| 1957 |                  | opgave              | 21e (1)          |
| 1958 |                  | 64e                 | opgave           |
| 1959 |                  | buiten tijd         | ↑ (2)            |
| 1960 |                  | 17e                 | 11e (1)          |
| 1961 | ↑ (1)            |                     | 4e (1)           |
| 1962 | 11e              | opgave              |                  |
| 1963 |                  | 43e                 | 6e               |
| 1964 | 16e              |                     |                  |
| 1965 |                  |                     | 30e              |

| Jaar | Milaan-San Remo | Parijs-Roubaix | Ronde van Lombardije |  | WK op de weg |
| ---- | --------------- | -------------- | -------------------- |  | ------------ |
| 1956 |                 |                |                      |  |              |
| 1957 |                 |                |                      |  |              |
| 1958 |                 |                |                      |  |              |
| 1959 |                 |                |                      |  | 24e          |
| 1960 |                 |                |                      |  |              |
| 1961 |                 |                |                      |  |              |
| 1962 | 32e             |                | 23e                  |  | 12e          |
| 1963 |                 | 41e            | 26e                  |  |              |
| 1964 | 17e             |                | 45e                  |  | 39e          |
| 1965 |                 |                |                      |  |              |